# 湘南物語
『湘南物語 マイウェイマイラブ』（しょうなんものがたり マイウェイマイラブ）は、1989年5月13日から同年7月8日にかけて日本テレビ系列の「土曜グランド劇場」（毎週土曜日21:00 - 21:54）で放送されたテレビドラマ。全9回。主演は斉藤由貴。

## あらすじ
- 神奈川県・湘南を舞台に、極楽とんぼの父親（藤竜也）を嫌いながらも、男友達（哀川翔）に父親の影を追い求めてしまう湘南娘（斉藤由貴）の恋と夢の物語[3]。

## キャスト
- 水島遥：斉藤由貴[4]
23歳。12歳で母を亡くし、父・和馬の親友の元春と共に花屋「フローラルKEI」と喫茶店「KOKOMO」を鎌倉の海岸近くで経営している。保守的でしっかり者な性格。母の葬儀にも顔を出さなかった父に強く反発している[5][6]。
花の配達にバイクを使うシーンもあり、演じた斉藤は本作出演のために50ccバイクの免許を取得した[7]。
- 水島和馬：藤竜也
遥の父親。元祖“湘南ボーイ”と言われ、自由奔放な性格。海と女を好み、外国に出ていたが、5年ぶりに湘南に戻ってくる。サーファーの他、水中カメラマンの姿も見せる[6][7]。
- 榎田元春：石立鉄男
和馬の親友。遥と共に花屋と喫茶店を営む[7]。
- 沢井賢一郎：石黒賢
遥の高校の同級生。商事会社のエリートサラリーマンで、周りの女子の憧れの的的存在。一番嫌いなものは軽薄な男と尻軽女とのことで、真とは犬猿の仲。夢が無いという面が欠点[5]。
- 村上真：哀川翔[8]
自分の夢探しのため、フリーターをしている。一番好きなものはスピードと女[5]。
- 皆川楓：森川由加里
和馬の恋人となった女性で、和馬の後を追い、勝手に遥の元に上がり込んで同居する[5]。
- 田村秋実：井上彩名
遥の高校の同級生で、友人[5]。
- 加藤桃子：清水由貴子
五郎の妻。
- 恵子：小林かおり
スナックのママ。第4話で元春のお見合い相手となる。
- 加藤五郎：藤村俊二
元春の友人。
- 倉石功
- 片桐千里
- 土田一徳
- 山本：小木茂光（第7回、第8回に登場）
- 山本彩：あめくみちこ
山本の妻。

## スタッフ
- 監督：大久保邦孝
- 脚本：吉本昌弘
- 音楽:鈴木茂
- プロデューサー：川原康彦、佐藤東弥
- 演出：吉野洋、五木田亮一、佐藤東弥
- 制作：清水欣也
- 制作協力：東宝芸能
- 局系列：NNN
- 制作会社：日本テレビ

## 主題歌
- 斉藤由貴「夢の中へ」（作詞・作曲：井上陽水、編曲：崎谷健次郎）
- IX・IX 「my way my love」挿入歌

## サブタイトル
| 話数 | 放送日         | サブタイトル           | 演出       |
| ---- | -------------- | ---------------------- | ---------- |
| 1    | 1989年 5月13日 | マイウェイ・マイラブ   | 吉野洋     |
| 2    | 5月20日        | ヘルプ・ミー!          | 吉野洋     |
| 3    | 5月27日        | ラブミーテンダー       | 佐藤東弥   |
| 4    | 6月3日         | スウィート・メモリー   | 五木田亮一 |
| 5    | 6月10日        | ボーイ・ミーツ・ガール | 吉野洋     |
| 6    | 6月17日        | スマイル・フォー・ミー | 吉野洋     |
| 7    | 6月24日        | オンリー・ユー         | 佐藤東弥   |
| 8    | 7月1日         | ハロー! ビーチボーイズ | 五木田亮一 |
| 9    | 7月8日         | ラスト・ウインド       | 吉野洋     |

## 備考
- ビデオ・DVD共々2018年12月時点では未発売である。
- 湘南ものがたり - 同読みの葉山陽一郎による2013年の映画作品[9]。本作とは関係はない。